# Lannea malifolia
Lannea malifolia är en sumakväxtart som först beskrevs av Emilio Chiovenda, och fick sitt nu gällande namn av Sacl.. Lannea malifolia ingår i släktet Lannea och familjen sumakväxter. Inga underarter finns listade i Catalogue of Life.